# Gnathophyllidae
Gnathophyllidae är en familj av kräftdjur. Gnathophyllidae ingår i överfamiljen Palaemonoidea, ordningen tiofotade kräftdjur, klassen storkräftor, fylumet leddjur och riket djur. Enligt Catalogue of Life omfattar familjen Gnathophyllidae 6 arter. 
Kladogram enligt Catalogue of Life:
| Gnathophyllidae | \| \| Gnathophylloides \| \| \| \| \| \| Gnathophyllum \| \| \| \| \| \| Levicaris \| \| \| \| |
|                 | \| \| Gnathophylloides \| \| \| \| \| \| Gnathophyllum \| \| \| \| \| \| Levicaris \| \| \| \| |
|                 | Anchistioididae                                                                                |
|                 |                                                                                                |
|                 | Hymenoceridae                                                                                  |
|                 |                                                                                                |
|                 | Palaemonidae                                                                                   |
|                 |                                                                                                |
|                 | Gnathophylloides                                                                               |
|                 |                                                                                                |
|                 | Gnathophyllum                                                                                  |
|                 |                                                                                                |
|                 | Levicaris                                                                                      |
|                 |                                                                                                |

|  | Gnathophylloides |
|  |                  |
|  | Gnathophyllum    |
|  |                  |
|  | Levicaris        |
|  |                  |

## Bildgalleri

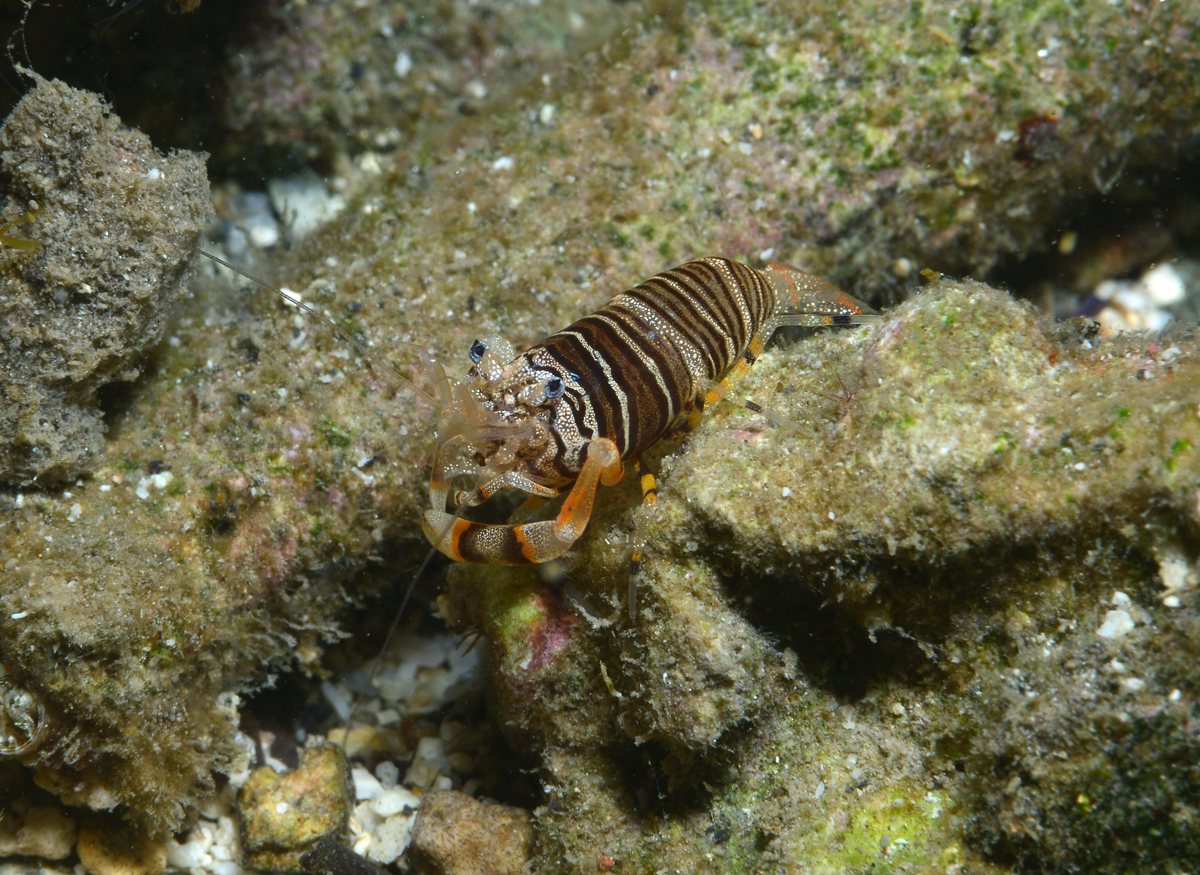
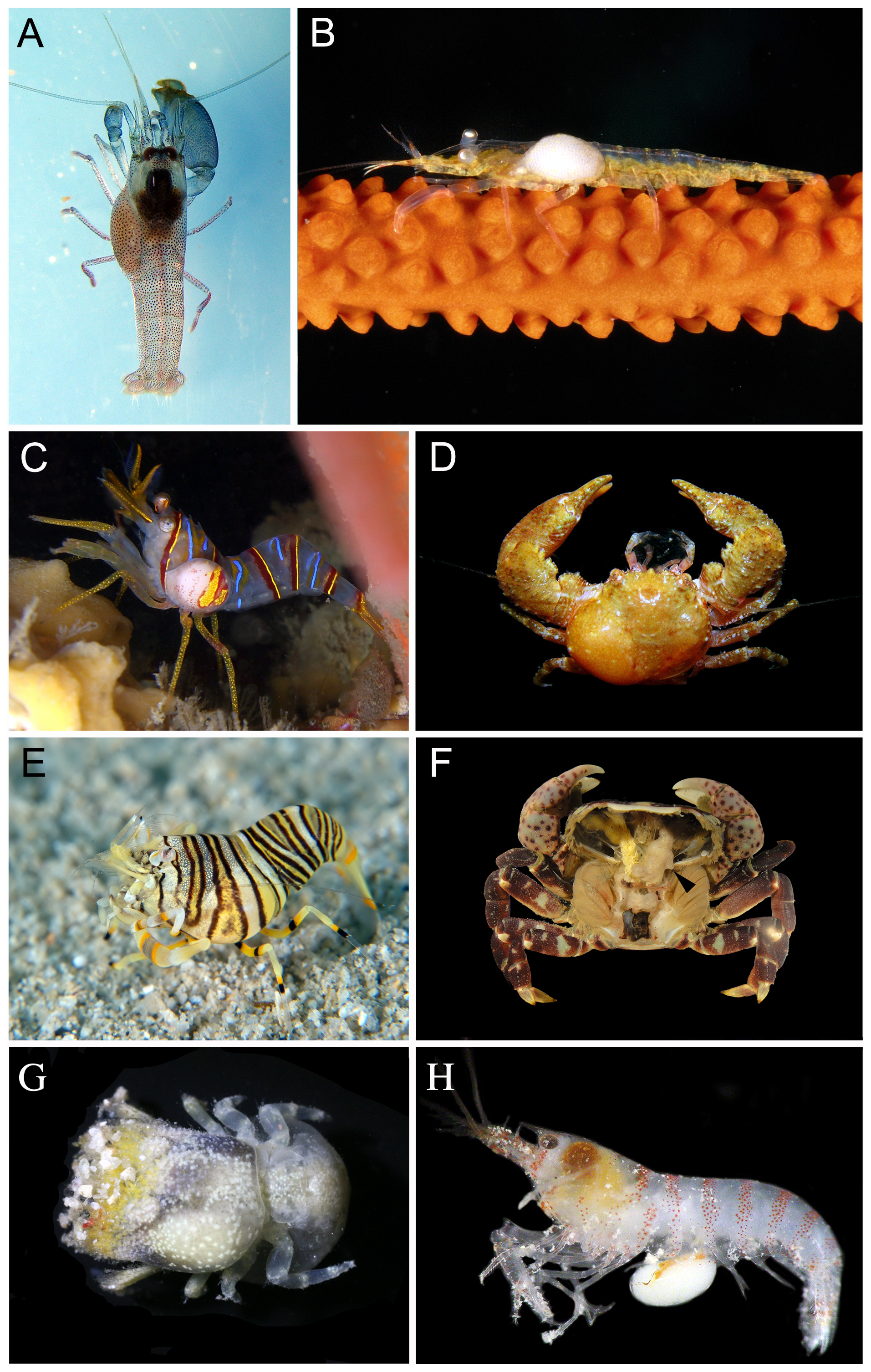
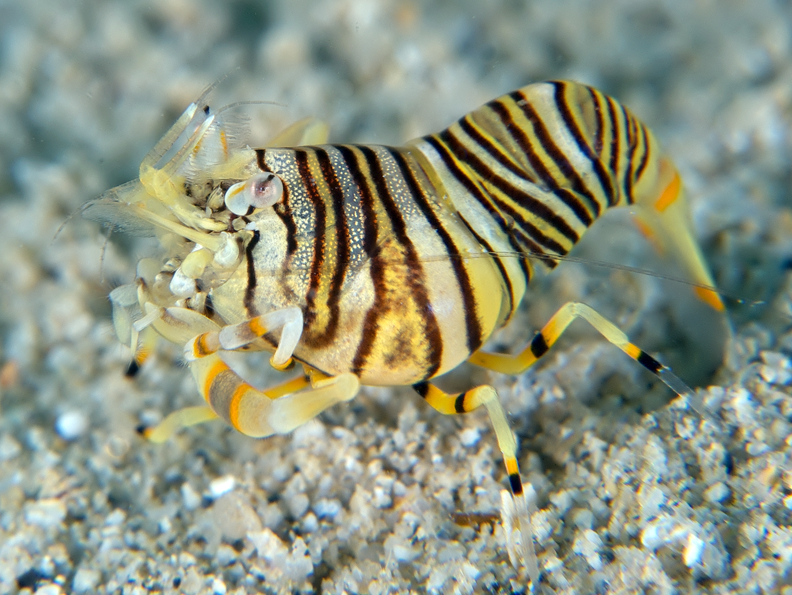
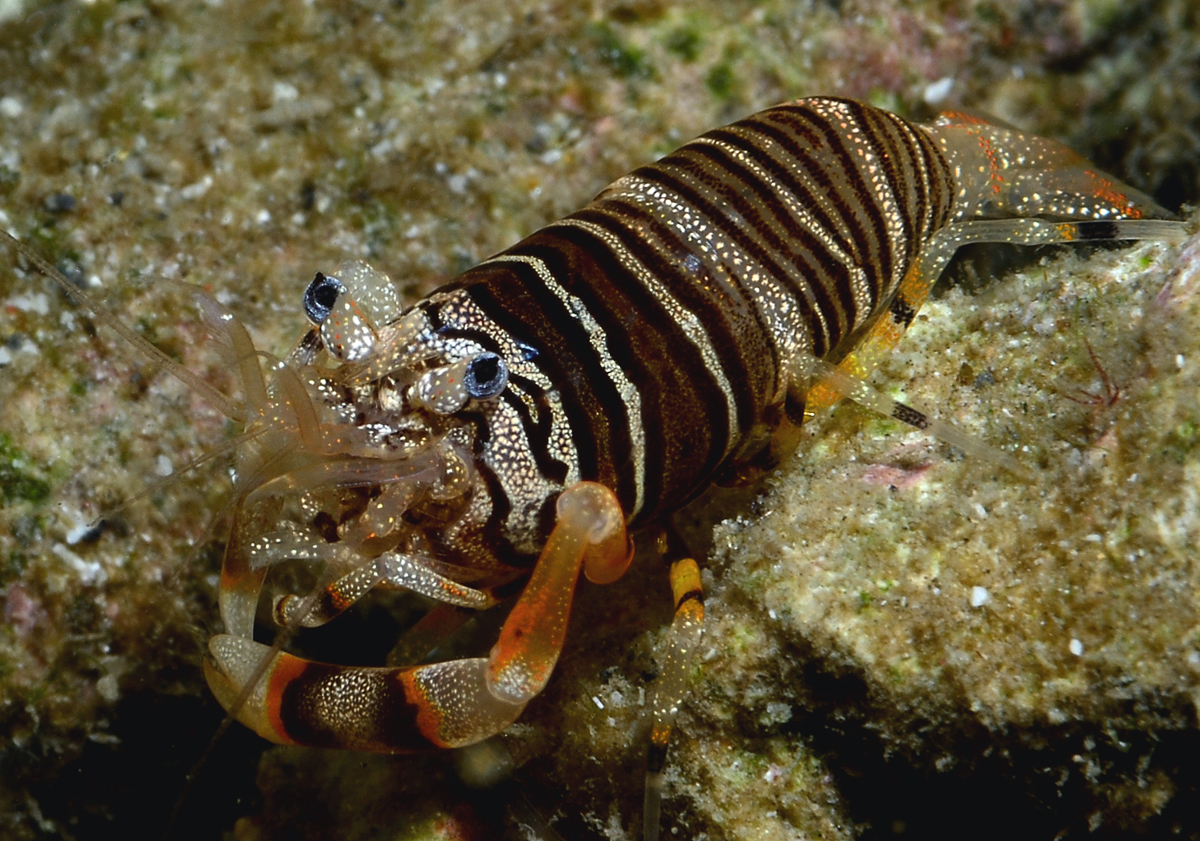
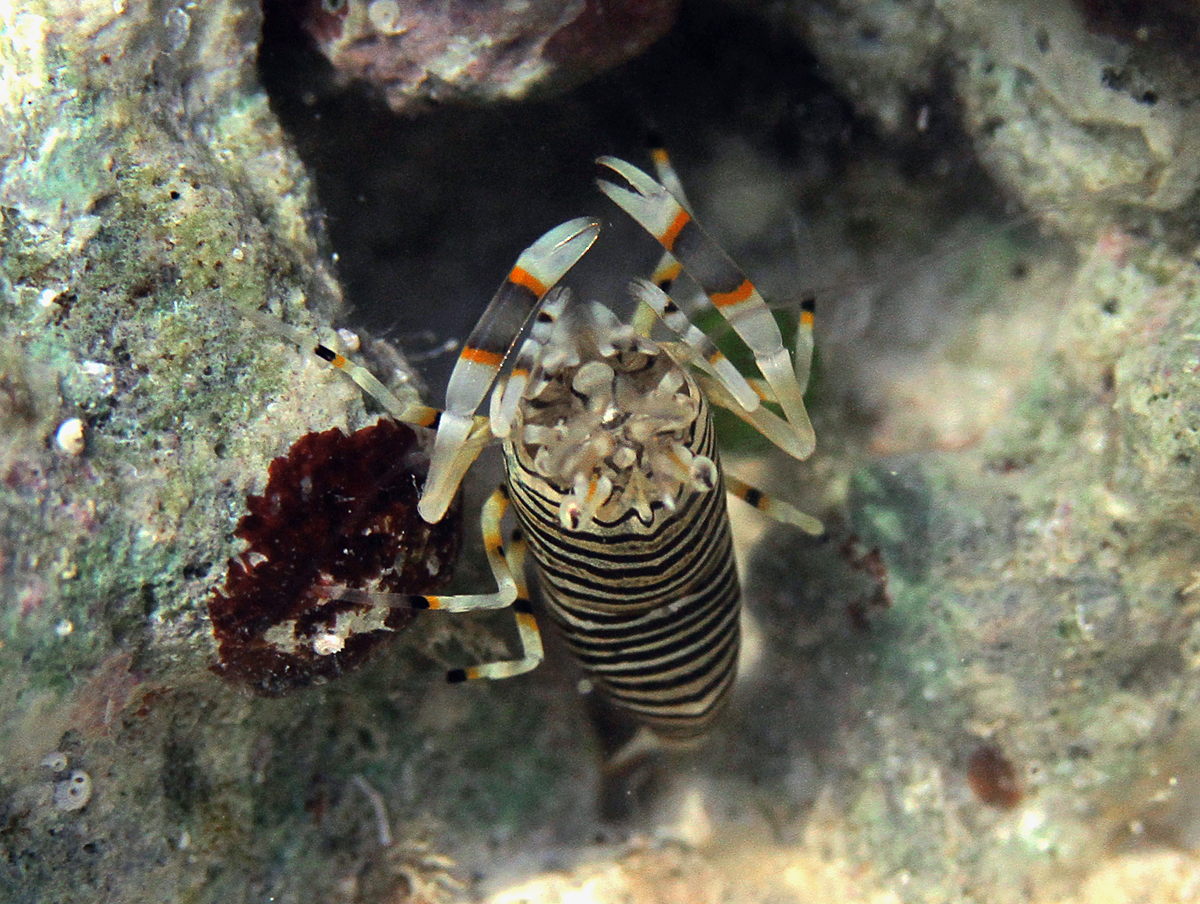
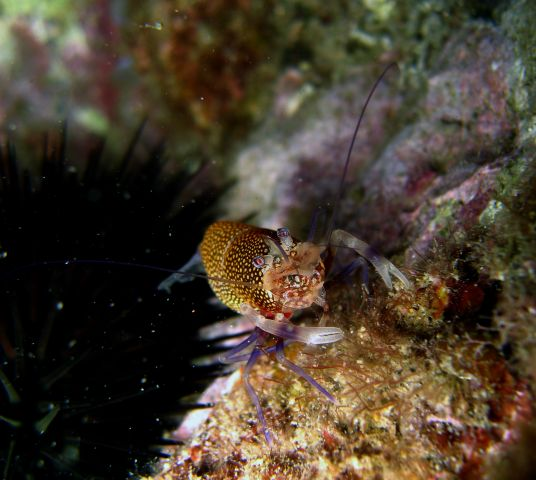